# Senilità

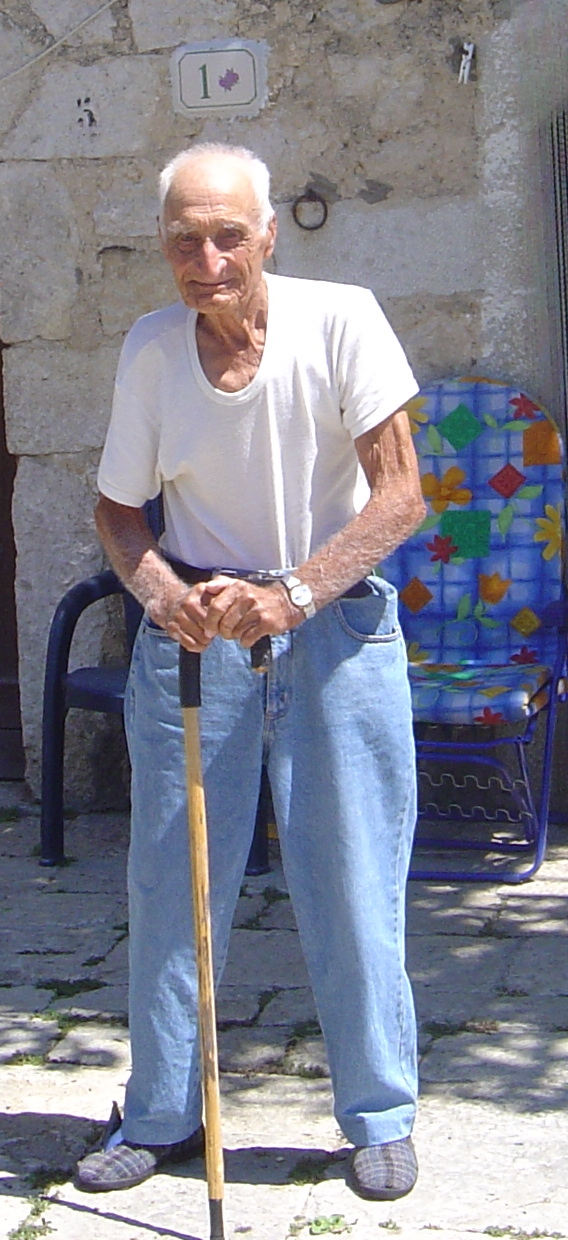
Un uomo anziano di 90 anni

Con senilità (detta anche vecchiaia o anzianità o terza età) che è il termine proprio riguardante la medicina, ci si riferisce alle età prossime al termine della vita media degli esseri umani, l'ultima parte del ciclo vitale umano. Vengono usati vari eufemismi per indicare le persone in età senile. Le persone anziane o vecchie nel termine generico più usato hanno limitate capacità rigenerative e sono più vulnerabili a disturbi, malattie e sindromi rispetto agli altri adulti.

## Definizione
(Arthur Schopenhauer, da La saggezza della vita, a cura di Leonardo Casini, trad. it. di Leonardo Casini e Irmela Evangelisti, Newton Compton editori, 2012)

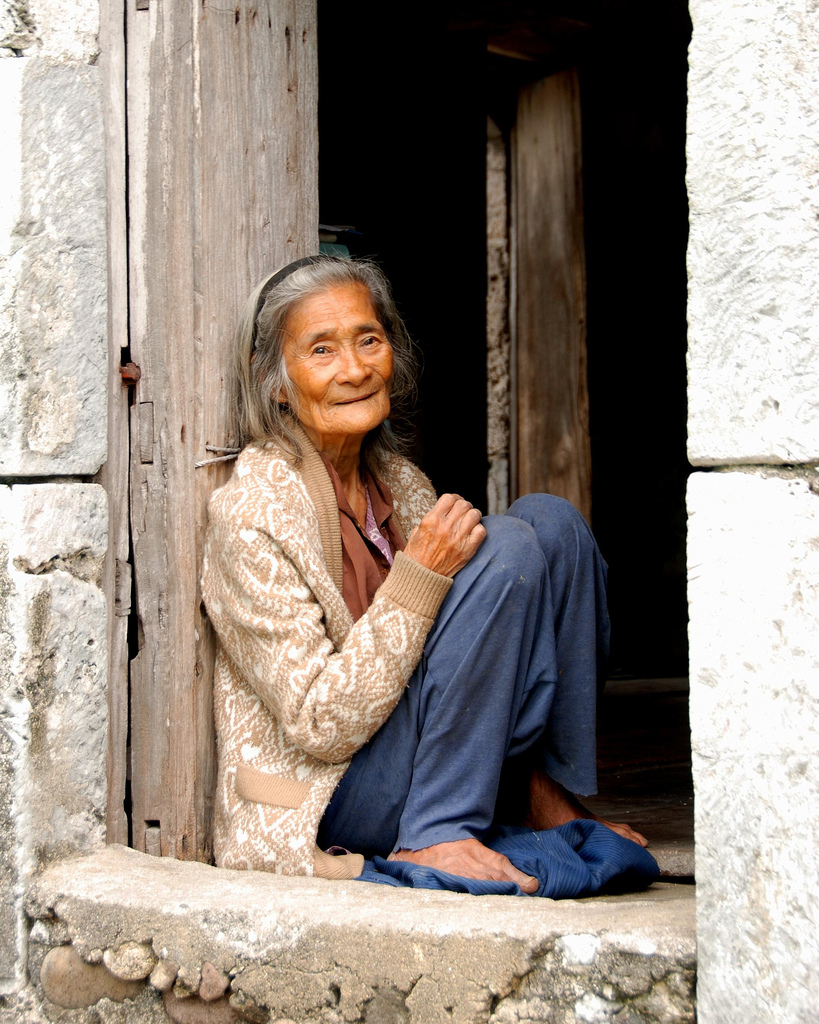
Una donna anziana di 85 anni

La senilità non può essere definita con precisione poiché questo concetto non ha lo stesso significato in tutte le società. In molte parti del mondo, gli individui vengono considerati anziani in seguito a certi cambiamenti nella loro attività o nel loro ruolo sociale, come ad esempio quando diventano nonni, o quando per l'avanzare dell'età si trovano costretti a svolgere mansioni diverse e/o a diminuire i ritmi di lavoro.
Tendenzialmente si crede che a 65 anni cominci la vecchiaia perché i lavoratori cominciano a ritirarsi dal lavoro percependo una pensione. Nel mondo, il numero degli ultrasessantacinquenni è in forte aumento; per lo più questa crescita è concentrata nei paesi in via di sviluppo. Essa è sicuramente anche simbolo positivo sulla qualità della vita dei cittadini, ma contemporaneamente crea una serie di esigenze e problemi da affrontare per evitare gravi conseguenze socio-economiche in prospettiva futura.

### Marchi fisici della vecchiaia
- Ossa. Le ossa delle persone anziane diventano molto più sottili e diminuiscono di densità. Questo è collegato a una perdita di peso, una postura rovinata, e una maggiore probabilità di malattie come l'osteoartrosi e l'osteoporosi.
- Massa muscolare. Riduzione progressiva della massa muscolare.
- Problemi dentali. Meno saliva e meno abilità nell'igiene orale nella vecchiaia aumentano le possibilità di carie e infezioni.
- Sistema digestivo. Il 40% delle volte la vecchiaia è collegata a disordini digestivi come difficoltà nell'ingoiare, inabilità nel mangiare molto e nell'assorbire bene il cibo, costipazione e perdita di sangue.
- Vista. I problemi alla vista rendono molto difficile leggere con poca luce e in piccola stampa. La velocità con la quale un uomo legge e l'abilità nel localizzare gli oggetti può anche diminuire.
- Cadute. La vecchiaia è anche collegata al rischio di causarsi lesioni per cadute che forse non le causerebbero a una persona molto più giovane. Ogni anno, quasi un terzo dei sessantacinquenni e una metà degli ottantenni cadono. Le cadute sono la causa principale delle lesioni e della morte di molte persone anziane.
- I capelli diventano più corti e ingrigiscono.
- Udito. Dai 75 anni in su, il 48% degli uomini e il 37% delle donne incontrano problemi nell'udito. Su sette persone anziane, solo una utilizza un aiuto per l'udito.
- Il cuore è meno efficiente e c'è anche il rischio della perdita di resistenza.
- Meno efficienza delle funzioni immunitarie è un marchio tipico della vecchiaia.
- I polmoni si espandono di meno e non entra molto ossigeno.
- Il dolore affligge le persone anziane quasi il 25% delle volte, crescendo con l'età dell'80% per quelli nelle case di riposo. Molti dolori sono reumatici o maligni.
- L'attività sessuale diminuisce con l'età, soprattutto dopo i 60 anni, sia negli uomini sia nelle donne. L'abilità nel rapporto sessuale diminuisce molto con il passare degli anni.
- La pelle perde elasticità, diventa più secca, e diventa anche più ruvida.
- Il problema del sonno ha una prevalenza cronica del 50% con la vecchiaia e risulta nella sonnolenza diurna. Dai 65 anni in su il sonno profondo scende del 5%.
- Le papille gustative diminuiscono così tanto che a 80 anni scendono del 50%. Il cibo diventa meno appetibile e si può soffrire per la nutrizione.
- L'incontinenza urinaria è spesso riscontrabile nella vecchiaia.
- Voce. Con la vecchiaia, le corde vocali diventano più deboli e vibrano molto lentamente. Questo risulta in una voce debole e sospirata, che viene spesso chiamata una voce da persona anziana.

## Situazione

### Stati Uniti
Partita nel 2003, in America l'età minima per percepire la pensione sociale salirà gradatamente per arrivare nel 2027 ai 67 anni.
La percentuale della popolazione con più di 65 anni è aumentata dal 4% del 1900 al 13% del 1990.  Nel 1900 solo 3 milioni di americani avevano un'età superiore ai 65 anni, mentre nel 1998 il numero dei senior era intorno ai 34 milioni. I demografi hanno stimato che nel 2020 sono circa 50 milioni gli americani con più di 65 anni, circa il 17% della popolazione.
Negli anni 1990 l'aspettativa di vita era 80 anni per le donne e 73 per gli uomini. Le donne americane che avevano 65 anni nel 1990 possono aspettarsi di vivere altri 19 anni circa, gli uomini invece 16.

### Europa

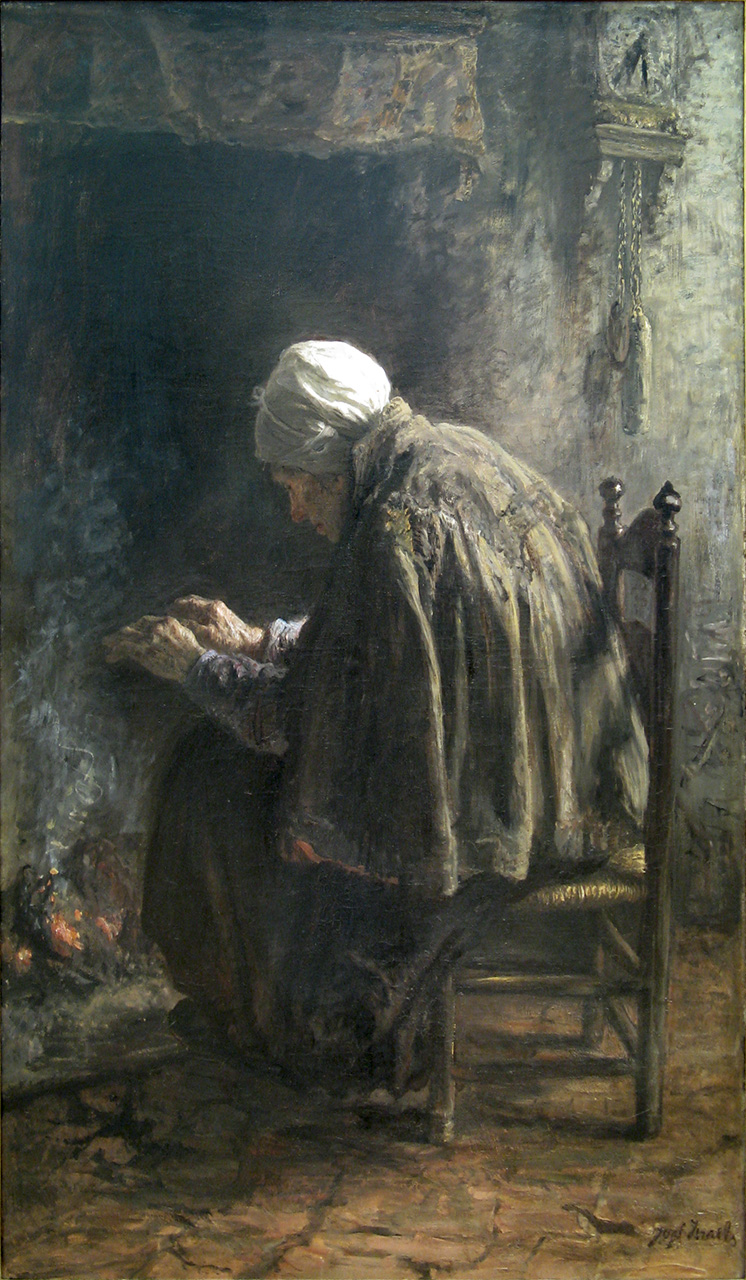
Jozef Israëls, Quando si diventa vecchi, 1878

L'invecchiamento della popolazione europea è in graduale aumento e dati dell'Eurostat avvertono che si potrebbe arrivare a una riduzione della “crescita potenziale” annua del PIL europeo, dal 2-2,5% all'1,5% nel 2025, fino all'1,25% nel 2040.

Secondo uno studio del 2005 della Commissione europea, riportato dal periodico Euronote,
Sono tre i fattori rilevanti: 
- una bassa fecondità;
- il progressivo allungamento della vita media;
- il sempre maggiore numero di persone di età superiore ai 65 anni, nell'ottica di quella generazione del dopo guerra definita baby boom che andrà a incrementare la schiera di persone anziane.
In molti casi l'apporto dell'immigrazione è riuscito a compensare alcuni effetti negativi dell'invecchiamento, contrastando la denatalità e sostenendo la crescita della popolazione.

Dai rapporti ISTAT intorno al 2010 le persone con più di 65 anni saranno pari 20,5%, in crescita rispetto al 2005 di un punto percentuale, nel 2020 sarà il 23,2%, nel 2030 il 27% e nel 2050 arriverà al 33,6%.

### Italia

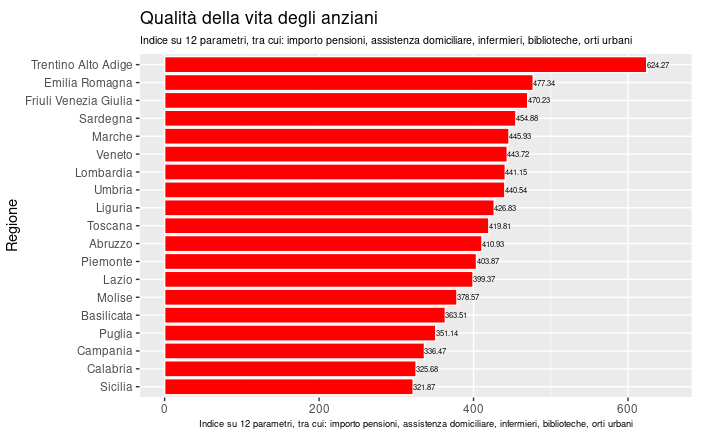
Qualità della vita degli anziani

L'Italia ha un tasso di nascite per donna che non raggiunge il livello minimo (2,1 figli per donna), indicato dai demografi di mantenimento della popolazione. Con un tasso di soli 1,34 figli per donna (dati 2016), si avvierebbe a diventare il Paese del mondo con il minor numero di nati se non fosse per le nascite registrate negli ospedali dei figli d'immigrati residenti.
Il tasso di nascite basso e l'aspettativa di vita sempre più alta comportano un invecchiamento della popolazione che, secondo proiezioni Istat, raggiungerà il suo massimo nel 2045, quando la percentuale di ultra cinquantenni-sessantenni raggiungerà il 34%, con una perdita netta di residenti stimata in 2,1 milioni di unità.

### Cosa fare

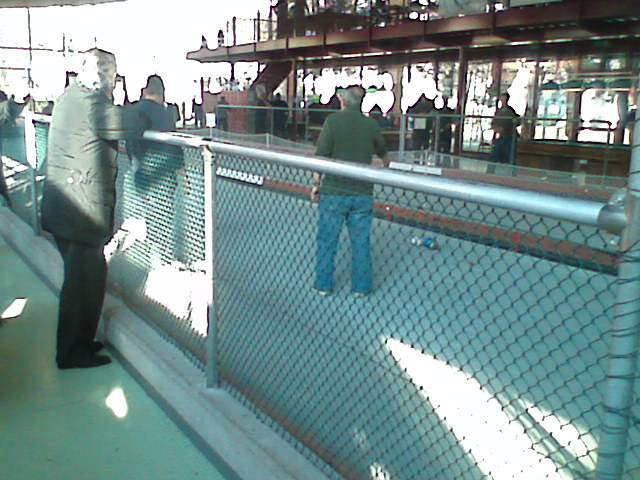
Anziani che giocano a bocce in un circolino di Monza

La Confederazione Europea dei Sindacati (CES) e la FERPA (Federazione europea dei pensionati e delle persone anziane) ritengono che bisognerà affrontare non una crisi, ma piuttosto un nuovo ciclo demografico, che crea nuove opportunità per la società.
Occorrerà modernizzare le istituzioni sociali, economiche e del lavoro: più posti di lavoro di migliore qualità, un mercato del lavoro che sia più inclusivo (in particolare per giovani, donne e lavoratori anziani) con maggior flessibilità di orari, un'istruzione e una formazione efficaci, una società insomma più aperta a tutti.
La spesa sociale dovrà essere considerata come un investimento e non come un costo o un onere che pesa sulla competitività economica.
A tal proposito la Commissione europea ha pubblicato "The demographic future of Europe, from challenge to opportunity", un testo su cui si aprirà un confronto con le parti sociali, proponendo cinque punti contro “la bomba demografica” dovuta all'invecchiamento: 
- aiutare i lavoratori a equilibrare la vita professionale, familiare e privata in modo che i potenziali genitori possano avere il numero di figli che desiderano;
- migliorare le opportunità di lavoro per i lavoratori anziani;
- aumentare la produttività valorizzando il contributo apportato sia dai lavoratori anziani sia da quelli giovani;
- sfruttare l'impatto positivo dell'immigrazione sul mercato del lavoro;
- garantire finanze pubbliche sostenibili per garantire la protezione sociale.

Diversi governi offrono la pensione di vecchiaia o la possibilità di un riscattabile piano pensionistico.